# 이대요정: 미남과 요괴
《이대요정: 미남과 요괴》(중국어: 二代妖精之今生有幸)는 2017년 공개된 중국의 판타지, 코미디, 로맨스 영화이다.

## 출연
- 풍소봉
- 유역비
- 이광결
- 곽경비